# Градец (община Врабчище)
Вижте пояснителната страница за други значения на Градец.
Градец (на македонска литературна норма: Градец; на албански: Gradeci, Градеци) е село в община Врабчище, Северна Македония.

## География
Селото е разположено северно от Гостивар в източното подножие на планината Шар.

## История
В западния край на селото, на ридче е разположена античната и средновековна крепост Градище. В 1190 година сръбският жупан Стефан Неманя завладява Полога и разрушава град Градец и Лешъск.
В XV век в турските преброителни дефтери Градец е отбелязан като село. В 1452/53 година то има 88 къщи, а в 1467/68 година 108 къщи.
В края на XIX век Градец е преобладаващо албанско село в Тетовска каза на Османската империя. Между 1896 и 1900 година християнското население в селото преминава под върховенството на Българската екзархия. Според статистиката на Васил Кънчов („Македония. Етнография и статистика“) в 1900 година Градец има 100 жители българи християни и 660 арнаути мохамедани.
Според патриаршеския митрополит Фирмилиан обаче в 1902 година в Граца има 12 сръбски патриаршистки къщи. Според секретаря на екзархията Димитър Мишев („La Macédoine et sa Population Chrétienne“) в 1905 година в Градец има 56 българи екзархисти.
В 1913 година селото попада в Сърбия. Според Афанасий Селишчев в 1929 година Градец е село в Сенокоска община в Долноположкия срез и има 174 къщи с 1024 жители българи и албанци.
Според преброяването от 2002 година селото има 4555 жители.
| Националност | Всичко |
| македонци    | 7      |
| албанци      | 4535   |
| турци        | 0      |
| роми         | 0      |
| власи        | 0      |
| сърби        | 0      |
| бошняци      | 4      |
| други        | 9      |

## Личности
Родени в Градец
- Веби Велия (1948 – 2009), албански бизнесмен
- Мехмед Дърала (1847 – 1918), османски военен, албански революционер
- Хасан Дърала, албански революционер